# Natacha Ngoye Akamabi
Natacha Ngoye Akamabi (* 15. August 1993 in Pointe-Noire) ist eine kongolesische Leichtathletin, die sich auf den Sprint spezialisiert hat.

## Sportliche Laufbahn
Erste internationale Erfahrungen sammelte Natacha Ngoye Akamabi bei den Afrikameisterschaften 2010 in Nairobi, bei denen sie mit 25,76 s und 62,01 s in den Vorläufen über 200 und 400 Meter ausschied. Im Jahr darauf nahm sie erstmals an den Afrikaspielen in Maputo teil und erreichte dort im 400-Meter-Lauf das Halbfinale, in dem sie mit 60,40 s ausschied. 2012 folgte das Aus in der Vorrunde über 400 Meter bei den Hallenweltmeisterschaften in Istanbul mit 58,21 s. Bei den Afrikameisterschaften in Porto-Novo erreichte sie sowohl im 200-Meter-Lauf, als auch über 400 Meter das Halbfinale, in dem sie mit 24,59 s bzw. 57,47 s ausschied. Auch bei den Spielen der Frankophonie 2013 in Nizza schied sie über 400 Meter mit 57,11 s in der ersten Runde aus. 2014 gelangte sie bei den Afrikameisterschaften in Marrakesch über 200 Meter bis in das Halbfinale, in dem sie mit 24,06 s ausschied. Über 400 Meter folgte das Aus in 55,40 s in der ersten Runde.
2015 nahm sie erneut an den Afrikaspielen in Brazzaville teil und wurde dort in 23,61 s Fünfte über 200 Meter und schied über 400 Meter mit 54,91 s im Vorlauf aus. Zudem erreichte sie mit der kongolesischen 4-mal-400-Meter-Staffel in 3:49,46 min den vierten Platz. Im Jahr darauf gelangte sie bei den Afrikameisterschaften in Durban über 200 Meter bis in das Halbfinale, in dem sie ihr Rennen aber vorzeitig beenden musste. 2017 siegte sie bei den Spielen der Frankophonie in Abidjan in 11,56 s im 100-Meter-Lauf sowie in 23,69 s über 200 Meter. Zudem wurde sie in der 4-mal-100-Meter-Staffel in 46,29 s Vierte. 2018 erreichte sie bei den Afrikameisterschaften in Asaba in 23,63 s den sechsten Platz. Im Jahr darauf belegte sie bei den Afrikaspielen in Rabat in 11,54 s den fünften Platz über 100 Meter sowie in 23,44 s auch über 200 Meter. Anschließend nahm sie über 200 Meter an den Weltmeisterschaften in Doha teil und wurde dort im Vorlauf disqualifiziert. 2021 startete sie dank einer Wildcard über 100 m bei den Olympischen Sommerspielen in Tokio und überstand dort die Vorausscheidung und schied dann mit 11,52 s im Vorlauf aus. Während der Eröffnungsfeier war sie die Fahnenträgerin ihrer Nation.
2022 siegte sie in 11,61 s beim Grand Prix International CAA de Douala und anschließend erreichte sie bei den Afrikameisterschaften in Port Louis das Halbfinale über 100 Meter, konnte dort aber ihr Rennen nicht beenden. Zudem gelangte sie über 200 Meter mit 24,45 s auf Rang acht. Im Jahr darauf steigerte sie den Landesrekord über 100 Meter auf 11,17 s und siegte in windunterstützten 11,10 s beim Meeting International de Dakar. Anfang August gewann sie bei den Spielen der Frankophonie in Kinshasa in 11,44 s die Bronzemedaille über 100 Meter hinter den Ivorerinnen Maboundou Koné und Jessika Gbai und über 200 Meter erreichte sie das Halbfinale, ging dort aber nicht mehr an den Start. Zudem gewann sie in der 4-mal-100-Meter-Staffel in 45,49 s die Silbermedaille hinter dem kamerunischen Team. Anschließend schied sie bei den Weltmeisterschaften in Budapest mit 11,60 s in der ersten Runde über 100 Meter aus. 2024 belegte sie bei den Afrikaspielen in Accra in 11,66 s den sechsten Platz über 100 Meter und gewann in 23,42 s die Bronzemedaille über 200 Meter hinter der Gambierin Gina Bass Bittaye und Olayinka Olajide aus Nigeria. Im Juni belegte sie dann bei den Afrikameisterschaften in Douala in 45,90 s den sechsten Plat z in der 4-mal-100-Meter-Staffel und im August schied sie bei den Olympischen Sommerspielen in Paris mit 11,36 s im Vorlauf über 100 Meter aus. Zudem war sie erneut Fahnenträgerin des Kongo bei der Eröffnungsfeier der Spiele. Im Jahr darauf schied sie bei den Hallenweltmeisterschaften in Nanjing mit 7,59 s in der ersten Runde über 60 Meter aus.

## Persönliche Bestzeiten
- 100 Meter: 11,22 s (+0,5 m/s), 31. Juli 2023 in Kinshasa (kongolesischer Rekord)
  - 60 Meter (Halle): 7,30 s, 3. Februar 2024 in Gent (kongolesischer Rekord)
- 200 Meter: 23,01 s (−0,2 m/s), 3. August 2023 in Kinshasa
  - 200 Meter (Halle): 23,41 s, 21. Januar 2024 in Val-de-Reuil (kongolesischer Rekord)
- 400 Meter: 54,31 s, 27. Juni 2012 in Porto-Novo
  - 400 Meter (Halle): 58,21 s, 9. März 2012 in Istanbul